# Bo Östling
Bo John Lennart Östling, född 29 oktober 1927 i Västerås, är en svensk målare och tecknare.
Östling är son till verkmästaren Robert John Östling och Elida Sofia Isacksson och från 1948 gift med Elly Margareta Östling-Bertils född Pettersson. Han studerade vid Stockholms konstskola 1955–1956 och bedrev självstudier under resor till bland annat Nederländerna, Tyskland, Danmark och Finland. Han medverkade i Nationalmuseums utställning Unga tecknare 1956 och Liljevalchs konsthalls Stockholmssalonger. Hans konst består av varierande motiv i skiftande tekniker.